# Aserbajdsjan ved vinter-OL 2022
Aserbajdsjan deltager i vinter-OL 2022 i Beijing, Kina i perioden 4. – 20. februar 2022.

## Medaljer
| 2022 Beijing | Guld | Sølv | Bronze | Total |
| Aserbajdsjan | -    | -    | -      | -     |

### Medaljevindere
| Aserbajdsjan under vinter-OL 2022 i Beijing | Aserbajdsjan under vinter-OL 2022 i Beijing | Aserbajdsjan under vinter-OL 2022 i Beijing | Aserbajdsjan under vinter-OL 2022 i Beijing | Aserbajdsjan under vinter-OL 2022 i Beijing |
| Medalje                                     | Navn                                        | Sport                                       | Event                                       | Dato                                        |
| ------------------------------------------- | ------------------------------------------- | ------------------------------------------- | ------------------------------------------- | ------------------------------------------- |
| Guld                                        | -                                           | -                                           | -                                           | -                                           |
| Sølv                                        | -                                           | -                                           | -                                           | -                                           |
| Bronze                                      | -                                           | -                                           | -                                           | -                                           |